# Talinum paniculatum
El quelite de monte (Talinum paniculatum) o también llamado joyas de Opar o rama de sapo es una especie de planta suculenta de la familia Talinaceae con flores de color rosa y amarillas. En Cuba se llama verdolaga francesa. En México tiene una amplia distribución del norte a los estados del centro del país,también se encuentra distribuida en gran parte de Colombia. Es nativa de gran parte del hemisferio occidental. Su aprovechamiento es con fines ornamentales. 

## Aspecto
T. paniculatum posee raíces con tubérculos y panículas de flores y produce pequeños frutos que se asemejan a piedras preciosas.

## Distribución

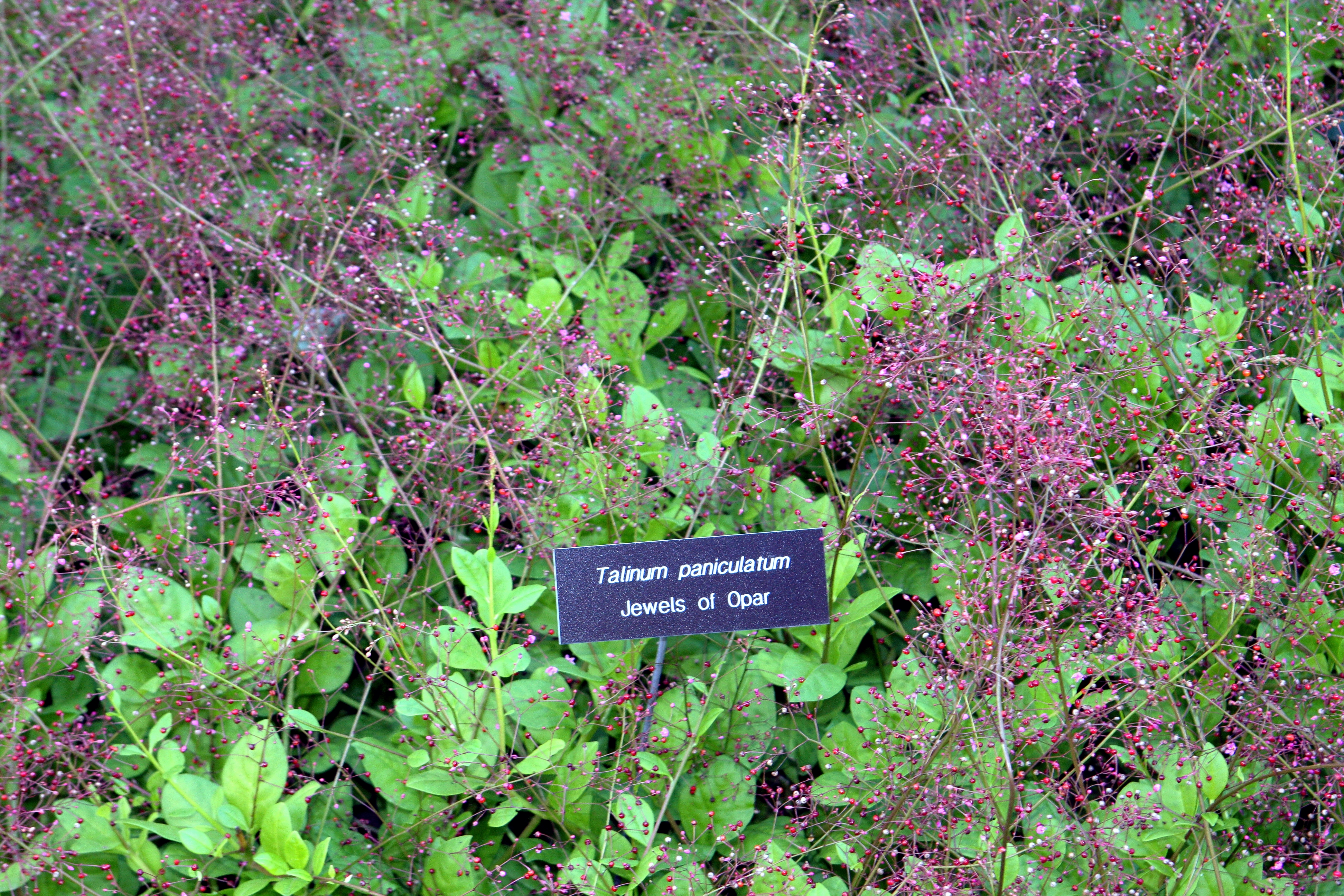
Talinum paniculatum con frutos y flores.

Talinum paniculatum es una especie nativa del sur de Estados Unidos, gran parte de América del Sur y el Caribe.

## Nombres comunes
- Belladona, Oreja de ratón, Quelite de monte, Rama de sapo, Rama del sapo, Verdolaga (Español)
- Dzumayail, Saioch, Ts'ay-och, Ts'úum yaaj (Maya)
- Flame flower, Jewels of Opar (Inglés)
- Som Jawa (Indonesio)
- 土人參, 土人蔘 (Chino)
- Beldroegão (Portugués)
- ハゼラン (Japonés)[3]
- Espinaca de Verano.
- Fosforito (Argentina)

## Usos
A menudo se cultiva Talinum paniculatum como planta ornamental. Entre las variedades se cuentan 'Kingwood Gold', 'Limón', and 'Variegatum'.
Sus hojas son comestibles y son utilizadas en Asia en la medicina tradicional. Sus frutos pueden ser utilizados en reemplazo de la pimienta.
Según el Instituto Nacional de Tecnología Agropecuaria de Argentina, esta planta es resistente al Glifosato.